# Seguin d'Anthon
Seguin d'Anthon, mort à Candes le 25 août 1395, est un prélat français du XIVe siècle.

## Biographie
Seguin d'Authon est le fils de Jean d'Authon. Il devient chanoine de Saintes puis archidiacre de Saintonge.
En 1379, le pape Clément VII ayant accordé au roi de France un indult, Charles V nomme directement Seguin d'Anthon archevêque de Tours pour succéder à Simon de Renoul.
Il abdique cependant l'archevêché de Tours dès 1380 pour devenir patriarche titulaire d'Antioche ; Aleaume Boistel lui succède à la tête de l'archevêché. Nommé administrateur apostolique de Nîmes.
En 1384, lorsque Guy de Roye, archevêque de Tours depuis la mort d'Aleaume Boistel en 1383 est nommé à Sens, Clément VII accorde de nouvelles bulles pour remonter sur le siège de Tours. Archevêque dans les faits, il ne prend cependant que le titre d'administrateur perpétuel de Tours jusqu'à sa mort en 1395 ; Ameil du Breuil lui succèdera.